# Stein Henrik Tuff
Stein Henrik Tuff (né le 16 août 1974) est un ancien sauteur à ski norvégien.

## Palmarès
- Jeux Olympiques

| Épreuve / Édition | Lillehammer 1994 |
| Grand Tremplin    | 43e              |

- Coupe du Monde
  - Meilleur classement final: 61e en 1996.
  - Meilleur résultat: 10e.

- Coupe Continentale
  - Vainqueur du classement final en 1996